# Organon del arte de curar
Organon del arte de curar (original: Organon der rationellen Heilkunde, 'Organon del arte racional de curar', 1810; titulado desde 1819 Organon der Heilkunst) es un libro de Samuel Hahnemann. El Organon es la base de la homeopatía clásica.
Organon (lat. organum: 'instrumento') es una palabra griega por su origen y significado literario que significa "implemento, instrumento musical, órgano" o "una herramienta" pero en el léxico moderno significa "un instrumento para la adquisición de un conocimiento; particularmente: un corpus de principios de investigación científica o filosófica". en este sentido podemos simplificar la semántica del "Organon" simplemente a: 1. Un método de investigación científica, 2. un instrumento de pensamiento, 3. un sistema lógico y 4. una obra literaria.
La palabra organon se usó por primera vez con Aristóteles (384-312 BC). Bajo el título común el 'Organon'0 de Aristóteles se resume a un tratado de lógica. Francis Bacon (1561-1626 AD) escribió un libro de lógica titulado 'Novum Organum' (Nuevo Organon), probablemente refiriéndose al Organon de Aristóteles; el libro era en latín.
Se supone que Hahnemann fue influenciado por la palabra Organon, debido a su significado tenga alguna relación práctica con su descubrimiento de la médica homeopática.

## El libro
Hahnemann cuando experimentó el efecto de la Quinina (Cinchona) escribió un artículo que fue publicado bajo el título 'Medicina de la Experiencia'.
Después de una extensa prueba de experimentos médicos, sea lo que obtuviese, el escribió lógicamente su teoría y experiencias prácticas en formato de libro en el año de 1810. Así la primera edición de su ciencia experimental homeopática vino a la luz. El título del libro era "Organon del arte racional de curar" (Organon der rationellen Heilkunde) y comprende 271 secciones o párrafos. La segunda edición se intitula 'Organon del arte de curar' y se publicó en el año de 1819 y comprende 318 párrafos o secciones. La tercera edición publicada en 1824 y posee 320 párrafos o secciones, con el mismo título. La cuarta edición publicada de igual título el 1829, con 292 párrafos o secciones, pero en esta edición Teoría de las enfermedades crónicas "Die chronischen Krankheiten" introducida por Hahnemann por primera vez, que fue una innovación única.
La quinta. edición tenía el mismo título de las previas y se publicó en 1833, con 294 secciones o párrafos. En esta edición por primera vez aparece la doctrina de la fuerza vital y de la dinamización del medicamento, que brindó un enfoque nuevo de la ciencia homeopática.
La sexta edición titulada "Organon de la medicina", publicada en 1921, posee 291 párrafos o secciones. La edición inglesa de William Boericke sirvió de base para traducciones ulteriores. 